# Lissonota sevina
Lissonota sevina là một loài tò vò trong họ Ichneumonidae.